# Alessandro Gallo
Alessandro Gallo (falecido a 4 de março de 1645) foi um prelado católico romano que serviu como bispo de Massa Lubrense (1632–1645).

## Biografia
No dia 24 de novembro de 1632, Alessandro Gallo foi nomeado pelo Papa Urbano VIII como Bispo de Massa Lubrense. No dia 8 de dezembro de 1632, foi consagrado bispo por Giovanni Battista Pamphili, Cardeal-Sacerdote de Sant'Eusebio com Tommaso Cellesi, Arcebispo de Dubrovnik, e Celso Zani, Bispo de Città della Pieve, como co-consagradores. Serviu como Bispo de Massa Lubrense até à sua morte a 4 de março de 1645.
Enquanto bispo, foi o principal co-consagrador de Girolamo Martini, Bispo de Ugento (1637).